# Франклін (округ, Вірджинія)
Шаблон:StateAbbr_ 36°59′ пн. ш. 79°53′ зх. д. / 36.99° пн. ш. 79.88° зх. д.
Округ  Франклін (англ. Franklin County) — округ (графство) у штаті  Вірджинія, США. Ідентифікатор округу 51067.

## Історія
Округ утворений 1785 року.

## Демографія
За даними перепису 2000 року загальне населення округу становило 47286 осіб, зокрема міського населення було 4398, а сільського — 42888. Серед мешканців округу чоловіків було 23306, а жінок — 23980. В окрузі було 18963 домогосподарства, 13928 родин, які мешкали в 22717 будинках. Середній розмір родини становив 2,84 особи.
Віковий розподіл населення поданий у таблиці:
| Стать    | До 15 років | 15-21 | 22-29 | 30-39 | 40-49 | 50-65 | 65-85 | Понад 85 |
| -------- | ----------- | ----- | ----- | ----- | ----- | ----- | ----- | -------- |
| Чоловіки | 4354        | 2195  | 2057  | 3402  | 3738  | 4545  | 2827  | 188      |
| Жінки    | 4365        | 2016  | 1988  | 3483  | 3690  | 4688  | 3295  | 455      |

## Суміжні округи
- Бедфорд — північний схід
- Піттсильванія — південний схід
- Генрі — південь
- Патрік — південний захід
- Флойд — захід
- Роаноук — північний захід

## Виноски
1. ↑  U.S. Decennial Census. United States Census Bureau. Архів оригіналу за 26 квітня 2015. Процитовано 2 січня 2014.
2. ↑  Historical Census Browser. University of Virginia Library. Архів оригіналу за 11 серпня 2012. Процитовано 2 січня 2014.
3. ↑  Population of Counties by Decennial Census: 1900 to 1990. United States Census Bureau. Архів оригіналу за 15 грудня 2013. Процитовано 2 січня 2014.
4. ↑  Census 2000 PHC-T-4. Ranking Tables for Counties: 1990 and 2000 (PDF). United States Census Bureau. Архів (PDF) оригіналу за 18 грудня 2014. Процитовано 2 січня 2014.
5. ↑  State & County QuickFacts. United States Census Bureau. Архів оригіналу за 3 січня 2014. Процитовано 2 січня 2014. [Архівовано 2014-01-03 у Wayback Machine.](англ.) Наведено за англійською вікіпедією.
6. ↑  American FactFinder. Бюро перепису населення США. Архів оригіналу за 26 лютого 2012. Процитовано 31 січня 2008. [Архівовано 2008-05-21 у Wayback Machine.]

| США | Це незавершена стаття з географії США. Ви можете допомогти проєкту, виправивши або дописавши її. |